# Ліяшур Сарай-є Остад Валі
Ліяшур Сарай-є Остад Валі (перс. لياشورسراي استادولي) — село в Ірані, у дегестані Лат-Лайл, у бахші Отаквар, шагрестані Лянґаруд остану Ґілян. За даними перепису 2006 року, його населення становило 46 осіб, що проживали у складі 13 сімей.